# Klepaczew
Klepaczew [klɛˈpat͡ʂɛf] es un pueblo ubicado en el distrito administrativo de Gmina Sarnaki, dentro del Distrito de Łosice, Voivodato de Mazovia, en el este de Polonia central. Se encuentra aproximadamente a 12 kilómetros al este de Sarnaki, a 25 kilómetros al este de Łosice, y a 140 kilómetros al este de Varsovia.